# HMAS Arunta (FFH 151)
Pour les autres navires du même nom, voir HMAS Arunta.
Le HMAS Arunta (FFH 151) est une frégate de la  Marine Royale Australienne de la classe Anzac (type MEKO 200ANZ) équipant aussi la Marine Royale Néo-zélandaise.

## Histoire
Le 19 décembre 2008, la frégate HMAS Arunta a été envoyée de Fremantle en Australie pour le sauvetage du skipper français Yann Eliès, participant au Vendée Globe 2008-2009 en solitaire à bord du classe IMOCA 60 pieds Generali. Le navigateur a eu le fémur brisé à environ 1 480 km au sud-ouest de Perth. La frégate est intervenue en moins de 48 heures.